# Jimmy Smith (músico)

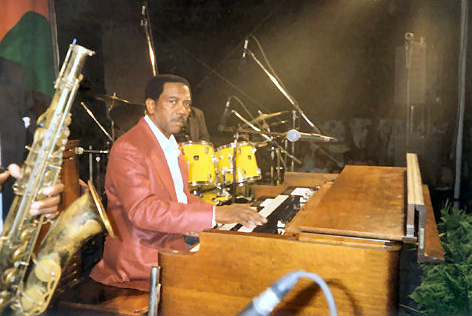
Jimmy Smith.

Jimmy Smith (Norristown, 8 de diciembre de 1928 - Scottsdale, 8 de febrero de 2005) fue un organista estadounidense de jazz. Su estilo es el del hard bop y el funky jazz, fusión del jazz con el funk, el soul, el R&B, el blues, etc. Experto en el órgano Hammond, revolucionó a lo largo de los años cincuenta y sesenta la interpretación de este instrumento, popularizándolo y habilitándolo definitivamente en el jazz. Sus sesiones para Blue Note entre 1956 y 1963 se han convertido en clásicos del jazz y siguen siendo tan influyentes como lo fueron entonces. 

## Biografía
Nacido en una familia con fuertes inclinaciones musicales, fue una especie de niño prodigio y ganó un concurso de niños prodigio a los nueve años. En un principio, durante su adolescencia, aprendió a tocar el piano. Después de haber cumplido con el servicio militar, se matriculó en 1948 en la Hamilton School of Music, donde estudió el contrabajo, y en 1949 y 1950 estuvo en Filadelfia en la Ornstein School of Music en la especialidad de piano. 
A comienzos de los años cincuenta, durante su estancia con la formación, casi de rhythm and blues, Don Gardner And His Sonotones, Smith empezó a tocar el órgano Hammond en 1951 y pronto alcanzó una gran reputación que le siguió hasta Nueva York, donde debutó en el Café Bohemia. A finales de 1955 formó su propio trío de órgano y aplicó su concepción musical modernista a ese instrumento. Unas actuaciones en Birdland y en el Festival de Jazz de Newport de 1957 potenciaron su carrera. Sus grabaciones para Blue Note incluyen tanto grabaciones en trío como colaboraciones con artistas como Wes Montgomery, Kenny Burrell, Lee Morgan, Lou Donaldson, Tina Brooks, Jackie McLean, Ike Quebec y Stanley Turrentine, entre otros. Smith consiguió también grandes éxitos con Verve entre 1963 y 1972, muchos de los cuales estaban protagonizados por big bands con arreglos de Oliver Nelson. 
A lo largo de los años setenta (y también después en los ochenta) realizó varias giras mundiales, visitando países como Israel y Europa en 1974 y 1975. Con su mujer, abrió un club en Los Ángeles a mediados de los setenta. Regresó a Blue Note en 1985, produciendo nuevos discos de gran calidad. Tras unos cinco años de retiro, Smith regresó a comienzos de 2001 con nuevos proyectos y centrado sobre todo en actuaciones en directo en grandes festivales y clubes pequeños.

## Selección discográfica
| Año  | Título                                            | Discográfica |
| ---- | ------------------------------------------------- | ------------ |
| 1956 | A New Sound, A New Star: Jimmy Smith at the Organ | Blue Note    |
| 1956 | The Champ                                         | Blue Note    |
| 1957 | Groovin' at Small's Parade, Vols 1-2 [CD] [Live]  | Blue Note    |
| 1958 | The Sermon                                        | Blue Note    |
| 1958 | Cool Blues                                        | Blue Note    |
| 1958 | Softly As A Summer Breeze                         | Blue Note    |
| 1960 | Crazy! Baby                                       | Blue Note    |
| 1960 | Back at the Chicken Shack                         | Blue Note    |
| 1960 | Midnight Special                                  | Blue Note    |
| 1960 | Prayer Meetin'                                    | Blue Note    |
| 1962 | Bashin': The Unpredictable Jimmy Smith            | Verve        |
| 1966 | Peter and the Wolf                                | Verve        |
| 1966 | Futher Adventures of Jimmy and Wes                | Verve        |
| 1966 | Jimmy & Wes: The Dynamic Duo                      | Verve        |
| 1968 | Stay Loose... Jimmy Smith Sings Again             | Verve        |
| 1972 | Root Down [live]                                  | Verve        |
| 1972 | Bluesmith                                         | Verve        |